# Pandemia de COVID-19 em El Salvador
Este artigo documenta os impactos da pandemia de coronavírus 2019-2020 em El Salvador e pode não incluir todas as principais respostas e medidas contemporâneas.

## Linha do tempo

### Março
Uma disputa diplomática entre El Salvador e o México se desenvolveu quando o presidente, Nayib Bukele acusou o México de permitir que uma dúzia de pessoas com a COVID-19 embarcassem em um avião com destino ao Aeroporto Internacional de El Salvador em 16 de março. O vice-ministro da Saúde do México, Hugo Lopez-Gatell, negou a acusação e os testes mostraram que os indivíduos em questão estavam livres de vírus.
Em 17 de março, o presidente Nayib Bukele proibiu a reunião pública de mais de 500 pessoas além de proibir a maioria dos viajantes estrangeiros de entrar no país e as instituições de ensino de funcionarem.
Em 18 de março, o primeiro caso em El Salvador foi confirmado. Mais dois casos foram confirmados em 20 de março.
Em 24 de março, o país registrava 5 casos e nenhuma morte.
Em 30 de março, centenas de cidadãos desafiaram as restrições e foram às ruas exigir a ajuda financeira prometida pelo governo.
Em 31 de março, foi confirmada a primeira morte por COVID-19 em El Salvador — uma mulher com mais de 60 anos que chegou dos Estados Unidos em 12 de março e foi classificada em "estado crítico".

### Abril
Em 1º de abril, o governo estabeleceu 96 centros (instalações) de quarentena, com 4.276 pessoas em observação, segundo o site oficial. Além disso, a segunda morte foi confirmada, um homem de 89 anos de San Francisco Gotera, que teve resultado negativo no primeiro teste, mas se mostrou positivo no segundo praticado em 31 de março.
Em 2 de abril, foram confirmados mais 5 casos, totalizando 46 casos no país.
Em 3 de abril, o governo confirmou a terceira morte - um homem de 60 anos que voltou dos Estados Unidos em 14 de março, mostrando sintomas para a COVID-19 e se mostrou positivo em 30 de março.
Em 4 de abril, os dois primeiros pacientes recuperados foram notificados pelo governo. Um homem de 37 anos que chegou da Itália e um homem de 46 que chegou da Espanha.
Em 9 de abril, o governo registrou uma sexta morte.
Em 15 de abril, o Fundo Monetário Internacional anunciou a aprovação de 389 milhões de dólares para El Salvador, com o objetivo de fortalecer os locais mais afetados do país.
Em 16 de abril, o Supremo Tribunal de El Salvador decidiu que o governo não poderia confiscar veículos, bens ou prender pessoas por supostamente não cumprir a ordem de quarentena sem a legislação do Congresso aprovar as medidas. Bukele declarou sua intenção de desafiar a decisão. Mais de 2.000 pessoas já haviam sido presas por violações das restrições de quarentena. Além disso, a sétima morte foi relatada pelo governo, uma criança de quatro anos que morreu no Hospital Bloom.
Em 22 de abril, o governo confirmou a morte do oitavo morto, um homem de 62 anos que chegou dos Estados Unidos.
Em 27 de abril, a nona morte foi confirmada - um homem de 48 anos que apresentava insuficiência renal.
Em 30 de abril, a décima morte por COVID-19 foi relatada pelo Ministério da Saúde - um homem de 56 anos que foi infectado localmente.

### Maio
Em 17 de maio, os "centros de contenção" do presidente Nayib Bukele, onde milhares de salvadorenhos foram detidos por mais de um mês por vez sem revisão judicial, foram criticados por defensores dos direitos humanos. Nesta data o governo registrou 1.265 casos e 26 mortes pela pandemia de COVID-19 em 17 de maio.
Em 28 de maio, Bukele recomendou o uso de Hidroxicloroquina para curar a doença. Não existe um consenso por especialistas acadêmicos sobre o uso da medicação contra o coronavírus, por isso a OMS permanece combatendo o medicamento.

### Junho
Em 16 de junho, o país registrava 3.941 casos, 2.041 pacientes recuperados e 76 mortes.